# Herina (wieś)
Herina (węg. Harina, niem. Münzdorf) – miejscowość położona w Rumunii, w północnej części Siedmiogrodu, w okręgu Bistrița-Năsăud, 16 km od miasta Bystrzyca.
We wsi wznosi się ewangelicki kościół romański zbudowany w połowie XIII w. – jeden z najlepiej zachowanych zabytków sztuki romańskiej w Rumunii. Jest to kamienna bazylika o czteroprzęsłowym korpusie nawowym, emporami nad nawami bocznymi, a także westwerkiem z emporą główną. Westwerk wieńczą dwie wieże. Nawy rozdzielone są przez arkady wsparte na filarach – okrągłych oraz wielobocznych. Pod apsydą znajduje się krypta.